# Senecio pillansii
Senecio pillansii là một loài thực vật có hoa trong họ Cúc. Loài này được Levyns miêu tả khoa học đầu tiên năm 1942.